# Mouron
Mouron település Franciaországban, Ardennes megyében. Lakosainak száma 74 fő (2022. január 1.). Mouron Brécy-Brières, Challerange, Olizy-Primat, Senuc, Vaux-lès-Mouron és Grandpré községekkel határos.

## Népesség
A település népességének változása:
| Lakosok száma | 130  | 81   | 73   | 79   | 82   | 81   | 73   | 69   | 70   | 74   |
|               | 1968 | 1982 | 1990 | 2006 | 2013 | 2015 | 2017 | 2019 | 2020 | 2022 |